# 伊奈利神社 (羽生市)
伊奈利神社（いなりじんじゃ）は、埼玉県羽生市の神社。

## 歴史
1598年（慶長3年）に創建された。市川兵左衛門が市川家の屋敷神として祀ったのが当社の起源である。その後元和年間（1615年 - 1624年）に市川家は他所に転居することになり、当地の鎮守として祀られることになった。医王寺が別当寺であった。
1873年（明治6年）、近代社格制度に基づく「村社」に列せられた。現在の社殿は埼玉県立忍高等女学校（後の埼玉県立行田女子高等学校、現在は埼玉県立進修館高等学校に統合）にあった奉安殿を移設したものである。

## 交通アクセス
- 羽生駅より徒歩14分。